# Sződliget
Sződliget là một thị trấn thuộc hạt Pest, Hungary. Thị trấn này có diện tích 7,31 km², dân số năm 2010 là 4544 người, mật độ 622 người/km².